# Tadeusz Boy-Żeleński
Tadeusz Kamil Marcjan Żeleński, detto Boy (Varsavia, 21 dicembre 1874 – Leopoli, 4 luglio 1941) è stato uno scrittore e traduttore polacco.
Personaggio importante nel movimento della Giovane Polonia, Boy fu l'enfant terrible della scena letteraria polacca nella prima metà del XX secolo. Fu assassinato nel luglio 1941 dai tedeschi durante l'occupazione nazista della Polonia in quello che divenne noto come il massacro dei professori di Leopoli.

## Primi anni
Tadeusz Kamil Marcjan Żeleński nacque nel 1874 a Varsavia da Wanda Grabowska e Władysław Żeleński, un importante compositore e musicista. Il cugino di Tadeusz era il famoso poeta neo-romantico polacco Kazimierz Przerwa-Tetmajer. Poiché l'istruzione superiore in polacco fu proibita a Varsavia sotto il dominio russo, nel 1892 partì per Cracovia, nella Galizia governata dall'Impero austro-ungarico, dove si iscrisse a medicina all'Università Jagellonica.
Completando i suoi studi nel 1900, Żeleński iniziò la pratica medica come pediatra. Nel 1906 iniziò a lavorare come ginecologo e organizzò il famoso cabaret Zielony Balonik, che raccolse notevoli personalità della cultura polacca, tra cui il fratello Edward e Jan August Kisielewski, Stanisław Kuczborski, Witold Noskowski, Stanisław Sierosławski, Rudolf Starzewski, Edward Leszczyński, Teofil Trzciński, Karol Frycz, Ludwik Puget, Kazimierz Sichulski, Jan Skotnicki e Feliks Jasieński.
Negli sketch, nelle poesie, nelle canzoni satiriche e nei racconti che scrisse per Zielony Balonik, Boy-Żeleński criticava le autorità conservatrici e la doppia morale della gente di città, ma anche lo stile magniloquente della Młoda Polska e dei bohémien di Cracovia. Questo gli valse la reputazione di enfant terrible della letteratura polacca.

## Prima guerra mondiale e periodo interbellico

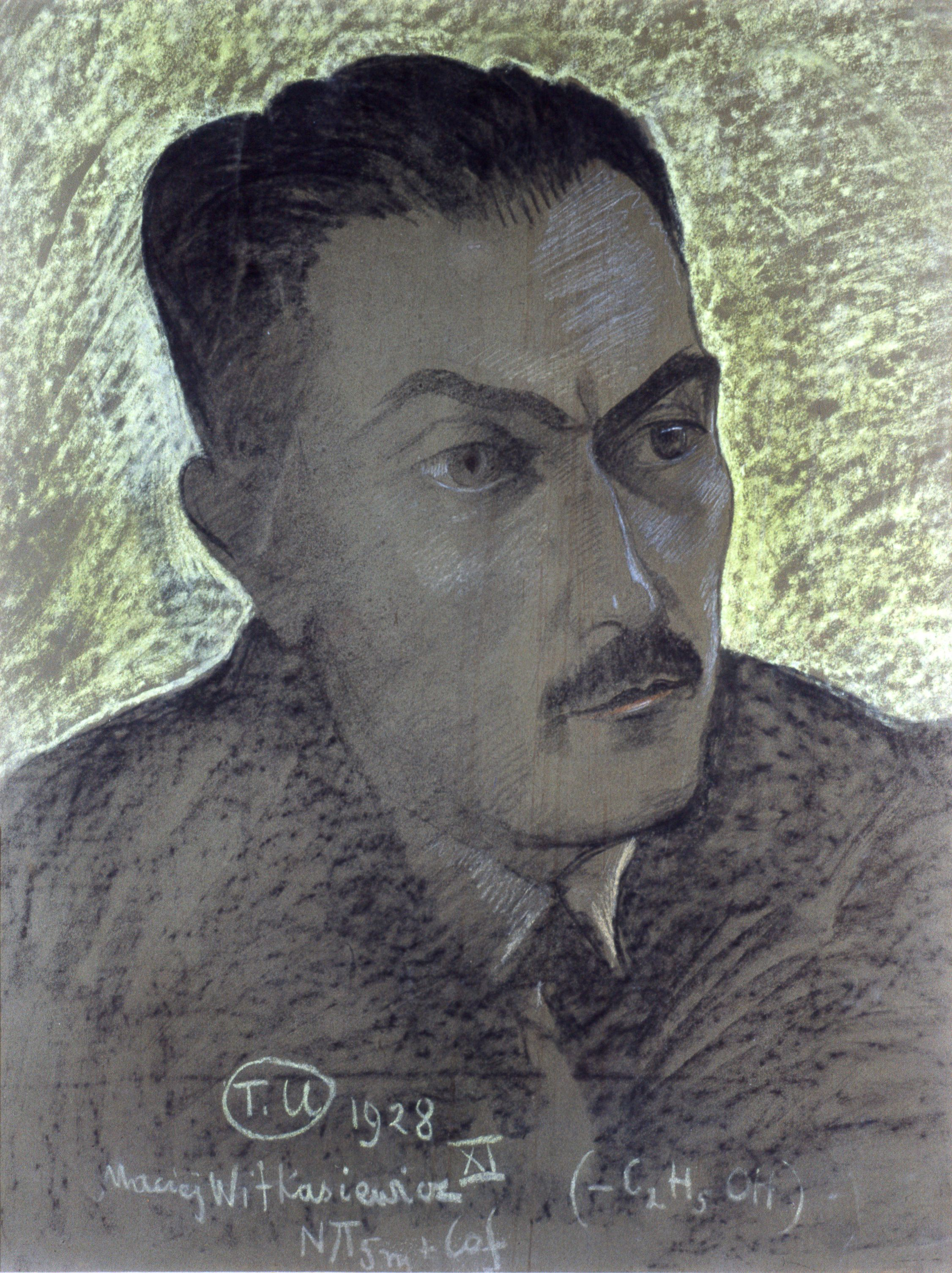
Boy-Żeleński, di Witkacy, 1928

Allo scoppio della prima guerra mondiale, Żeleński fu arruolato nell'esercito austro-ungarico e prestò servizio come medico alle truppe ferroviarie. Dopo la guerra tornò in Polonia e nel 1922 si trasferì a Varsavia. Non tornò a svolgere la sua professione medica, ma si concentrò invece interamente sulla scrittura.
Lavorando per vari quotidiani e riviste, Boy-Zelenski divenne ben presto una delle autorità dell'intelligencija liberale e democratica. Criticò la duplice moralità del clero, promosse la secolarizzazione della vita pubblica e della cultura e fu uno dei più forti sostenitori della parità dei diritti. Fu uno dei primi personaggi pubblici in Polonia a sostenere il diritto delle donne all'aborto legale. Inoltre nei suoi saggi scrisse spesso contro la tradizione romantica polacca, che considerava irrazionale e che distorceva seriamente il modo in cui la società polacca pensava al proprio passato.
Inoltre tradusse oltre 100 classici della letteratura francese, traduzioni che da allora furono considerate tra le migliori in polacco. Nel 1933 fu ammesso alla prestigiosa Accademia polacca di letteratura.

## Seconda guerra mondiale
Dopo lo scoppio della seconda guerra mondiale, Boy-Żeleński si trasferì nella Leopoli occupata dai sovietici, dove rimase con il cognato di sua moglie. Qui si unì all'università guidata dai sovietici come capo del Dipartimento di letteratura francese. Criticato da molti per la sua collaborazione pubblica e frequente con le forze di occupazione sovietiche, mantenne contatti con molti illustri professori e artisti che si trovavano in città dopo la guerra difensiva polacca. Partecipò anche alla creazione del quotidiano di propaganda comunista Czerwony Sztandar (Bandiera rossa) e divenne uno dei membri di spicco della Società degli scrittori polacchi.
Dopo che la Germania nazista ruppe il trattato tedesco-sovietico e attaccò l'URSS e la Kresy polacca occupata dai sovietici, Boy rimase a Leopoli. La città fu conquistata la notte del 4 luglio 1941, fu arrestato e portato sulle colline di Wulka dove fu assassinato con l'accusa di essere "una spia sovietica", insieme ad altri 45 professori, artisti e intellettuali polacchi in quello che divenne noto come il massacro dei professori di Leopoli.